# Taliu
Taliul este un metal moale, alb-albăstrui, cu diferite întrebuințări. Numele vine de la grecescul thallein care înseamnă verde, pentru că spectrul său are o linie alb-verzuie. A fost descoperit în 1861.Sub formă de sulfat de taliu (fără miros și gust), amestecat cu amidon, zahăr, glicerină și apă și pus la locuri potrivite, este o otravă mortală pentru șobolani. Mai este folosit la confecționarea sticlei optice, care permite razelor infra-roșii sa treacă prin ea, la confecționarea semiconductoarelor și – aliat cu mercurul – pentru a umple termometre de joasă temperatură. Taliul poate fi înghițit foarte ușor și de către oameni, din cauză că nu are nici gust, nici miros, putând dăuna foarte grav organismului la câteva zile de la încorporarea sa. Ionul de taliu se asemănă cu ionii de natriu și kaliu, fiind asimilat de către sistemul nervos. La otrăvirea cu taliu apar semne aproximativ asemănătoare cu cele ale gripei; în faza următoare amorțesc mâinile și picioarele, înegrirea scalpului, cădere a părului, apoi apare o durere insuportabilă. Persoana intoxicată cu această otravă poate fi distrusă atât psihic cât și fizic.